# القفزة الأولى الشمالية
القفزة الأولى الشمالية أو نيو الدب الأكبر Nu Ursae Majoris اسمه التقليدي Alula Borealis مشتق من الاسم العربي. وهو نجم مزدوج في كوكبة الدب الأكبر ويبعد حوالي 400 سنة ضوئية عن الأرض.
ينتمي النجم الرئيسي A إلى الفئة الطيفية A وهو عملاق برتقالي ويفصله عن الثانوي 7.1 ثانية قوسية